# مقاطعة روسو (مينيسوتا)
مقاطعة روزأو (بالإنجليزية: Roseau County)‏ هي إحدى مقاطعات ولاية مينيسوتا في الولايات المتحدة الأمريكية.